# Liste von Persönlichkeiten der Stadt Hamm
Diese Liste von Persönlichkeiten enthält Personen, die in einem besonderen Verhältnis zur Stadt Hamm in Westfalen stehen. Dazu gehören die Ehrenbürger der Stadt, bekannte Menschen, die in Hamm geboren wurden oder in einem engen Zusammenhang zu Hamm stehen.

## Hammer oder Hammenser?
Heißen die Einwohner von Hamm nun Hammer oder Hammenser ?
Die Beantwortung dieser Frage hängt wohl davon ab, welcher lokalpatriotischen Fraktion man zugeneigt ist. Die einen reden von Hammensern, die anderen von Hammern.
Auf der offiziellen Internetpräsenz der Stadt Hamm ist überwiegend von Hammern die Rede. Ebenso sprechen die lokalen Medien einheitlich von Hammern.

## Ehrenbürger
Vor 1945 hat die Stadt Hamm unter anderem folgenden Personen das Ehrenbürgerrecht verliehen (Auflistung chronologisch nach Verleihung):
- 1844: Rulemann Friedrich Eylert
- 1877: Wilhelm von der Marck
- 1879: Franz Borberg
- 1881: Ludwig Hartmann
- 1898: Adalbert Falk
- 1919: Richard Matthaei

Die Stadt Hamm hat seit 1945 folgenden Personen das Ehrenbürgerrecht verliehen (Auflistung chronologisch nach Verleihung):
- 1946: Josef Schlichter
- 1953: Hugo Bröcker
- 1954: Josef Weidekamp
- 1959: Peter Röttgen
- 1959: Ferdinand Poggel
- 1965: Heinrich Luhmann
- 1971: Gerhard Krampe
- 1990: Werner Figgen
- 1990: Günter Rinsche
- 2017: Manfred Hemmer

## Stadtoberhäupter
Den Bürgermeistern, Oberbürgermeistern und Oberstadtdirektoren ist ein eigener Hauptartikel gewidmet:
Liste der Bürgermeister von Hamm

## Söhne und Töchter der Stadt
In Hamm wirkten unter anderem der Freiherr vom Stein als Präsident der Kriegs- und Domänenkammer der Grafschaft Mark sowie der ehemalige preußische Kultusminister Adalbert Falk als Präsident des Oberlandesgerichts. Unter der Leitung von Falk bezog das Gericht ein neues Gebäude am heutigen Theodor-Heuss-Platz. Dieses Gebäude wird seit vielen Jahren als Rathaus der Stadt Hamm genutzt.
In Hamm sind geboren (Auflistung chronologisch nach Geburtsdatum):

### Bis 1800
- seit dem 13. Jahrhundert, Familie Asbeck, Vorsteher der Bäckergilde, Bürgermeister, Inhaber der Brauerei und Hefefabrik Asbeck
- 1674, 14. März, Christian Gerhard Offerhaus, Professor der Philosophie am Akademischen Gymnasium zu Hamm
- 1685, 11. September, Hermann Werner Engelbert von Westhoven, Arzt, dritter Bürgermeister zu Hamm, Mitglied der Gelehrtenakademie „Leopoldina“
- 1699, 18. November, Leonard Offerhaus, Historiker in den Niederlanden
- 1730, Anschel Hertz, Schtadlan der Judenschaft der Grafschaft Mark
- 1738, 19. Juli, Johann Karl Theodor von Brabeck, Abt und Fürstbischof von Corvey
- 1747, Heinrich Wilhelm Schwickhardt, in Holland und in London wirkender Maler
- 1765, 20. Juni, Elias Marks, jüdischer Kaufmann und Philanthrop
- 1770, 5. April, Rulemann Friedrich Eylert, reformierter Pfarrer in Hamm, ev. Bischof in Potsdam
- 1772, 4. August, Johann Gottfried Rademacher, Arzt, medizinischer Autor und Schöpfer eines heilkundlichen Systems
- 1779, 4. September, Ernst von Bernuth, Oberlandesgerichtsrat in Hamm
- 1782, 22. August, Julius August von Bernuth, deutscher Beamter
- 1790, 12. Juni, Friedrich Ludwig Engels, preußischer Generalmajor und Kommandant von Köln
- 1796, 29. August, Franz Borberg, Bäcker und Stadtverordneter
- 1800, 16. Dezember, Carl von Bodelschwingh, preußischer Jurist, Politiker und Finanzminister

### 1801–1900
- 1801, 18. Februar, Heinrich Friedrich von Selasinsky, Landrat der Landkreise Daun (1839–1851) und Saarlouis (1851–1874)
- 1811, 6. Juli, Ludwig von Bodelschwingh, von 1872 bis 1876 Oberpräsident in Hessen-Nassau
- 1815, 15. Februar, Wilhelm von der Marck, Botaniker und Geologe
- 1820, 21. Dezember, Adolf von Griesheim, Industrieller
- 1823, 23. September, Gerhard Enters, Verwaltungsbeamter und Amtmann von Rhynern
- 1824, 13. April, Friedrich Kapp, deutsch-amerikanischer Rechtsanwalt, Schriftsteller, MdR
- 1827, 23. April, Theodor von Netzer, preußischer Generalmajor
- 1830, 8. Mai, Otto Keller, Bürgermeister der Stadt Duisburg und Mitglied des Norddeutschen Reichstages
- 1832, 19. Februar, Karl Hopf, Historiker und Byzantinist
- 1833, 11. Oktober, Friedrich von Hassel, preußischer Generalleutnant
- 1835, 11. Juni, Ludwig Pelzer, Oberbürgermeister von Aachen und preußischer Parlamentarier
- 1836, 11. November, Heinrich Köhler, Ingenieur und Pionier der Montanindustrie
- 1840, 14. Dezember, Udo von Bodelschwingh, preußischer Adliger
- 1844, 15. August, Paul Stern, preußischer Generalmajor
- 1847, 14. März, Rudolf Prinz, Altphilologe und Bibliothekar
- 1849, 20. September, Paul Fuhrmann, Bergbauingenieur
- 1851, 3. Juni, Robert Zimmermann, Schiffbauingenieur
- 1853, 28. September, Eduard Beintker, Lehrer und Heimatforscher in Anklam
- 1854, 22. Oktober, Georg Dietrich Wilhelm Callwey, Gründer des gleichnamigen Verlags
- 1858, 16. September, Eduard Oberg, Jurist
- 1860, 7. Juli, Karl Schulze-Pelkum, über 28 Jahre Landrat in Hamm, Parlamentarier
- 1860, 21. Oktober, August Lentze, Kommunal- und Finanzpolitiker
- 1861, 2. Dezember, Fritz Lentze, Richter, Ministerialrat
- 1863, 8. Dezember, Victor Niemeyer, Jurist, Kommunalpolitiker, Ehrenbürger der Stadt Essen
- 1867, 10. Dezember, Friedrich von Khaynach, Maler und Schriftsteller
- 1868, 24. Oktober, Gustav Lübcke, Buchbinder, Kaufmann, Kunstsammler und Museumsdirektor
- 1871, 20. März, August Jaspert, Lehrer und Rektor
- 1872, 4. September, Clara Ratzka, Schriftstellerin
- 1874, 2. November, Wilhelm Stricker, Amtsbaumeister in Aplerbeck bei Dortmund
- 1879, 30. Mai, Hermann von Detten, Gutsbesitzer und Ministerialbeamter
- 1882, 18. Januar, Anna Siemsen, Pädagogin und Politikerin
- 1884, 5. Juli, August Siemsen, Politiker und Pädagoge
- 1884, 10. Oktober, Karl-Friedrich Wollanke, Konteradmiral
- 1885, 7. Juni, Max Weber, Schauspieler, Politiker und Agitator (KPD, NSDAP)
- 1885, 18. September, Theodor Brün, Maler
- 1887, 8. April, Walter Supper, Drehbuchautor
- 1891, 27. März, Hans Siemsen, Journalist und Schriftsteller
- 1891, 11. Mai, Gerhard Krampe, Politiker (CDU), von 1954 bis 1966 Mitglied des Landtags von Nordrhein-Westfalen
- 1894, 7. Mai, Herbert Osterkamp, General der Artillerie im Zweiten Weltkrieg
- 1895, 12. Juli, Carlo Jacob Koch, Kaufmann, Vorsitzender der Bremer Baumwollbörse
- 1895, 29. September, Wilhelm Geißler, Grafiker und Maler
- 1896, 10. Oktober, August Hallermann, Politiker (NSDAP) und SS-Führer
- 1897, 13. Oktober, Walter Frevert, Forstmann und Jagdschriftsteller
- 1899, 5. Mai, Hans Böhm, Pfarrer der Bekennenden Kirche
- 1899, 30. Oktober, Kurt Lottner, Generalmajor
- 1899, 30. Oktober, Max Neuhaus, Kaufmann, Generalbevollmächtigter der AEG
- 1900, 9. Juli, Hermann Freytag, Oberbürgermeister von Duisburg (NSDAP)

### 1901–1925
- 1901, 19. Februar, Eugen Wolff, Tanzorchesterleiter
- 1901, 14. September, Hermann Hobrecker, Industriemanager
- 1901, 6. Dezember, Victor Schamoni, Kunsthistoriker und Cineast
- 1902, 2. Juni, Joachim von Elbe, Jurist, Mitglied der Rechtsabteilung der US-Militärregierung in Deutschland nach dem Zweiten Weltkrieg
- 1902, 29. November, Eduard Sperling, Ringer, Europameister, Medaillengewinner bei Olympia
- 1903, 5. Februar, Fritz Everding, naturalistischer Maler und Grafiker
- 1904, 5. April, Hermann Bruse, Maler und Grafiker
- 1905, 4. Januar, Wilhelm Schamoni, römisch-katholischer Theologe
- 1905, 5. Oktober, Heinrich Portmann, katholischer Priester, Kirchenrechtler und Schriftsteller
- 1906, 19. Mai, Gerd Bucerius, Verleger („Die Zeit“ ab 1959) und Publizist, Gründer des Verlages Gruner + Jahr
- 1906, 20. Oktober, Albert Schamoni, Maler und Kunsterzieher
- 1907, 13. März, Ludwig Biermann, Physiker
- 1907, 24. Februar, Paul Commer, Maler
- 1907, 21. März, Josef Veldtrup, Pädagoge und Dichter im heutigen Stadtteil Heessen
- 1909, 16. April, Stanislaus Peplinski, Widerstandskämpfer gegen den Nationalsozialismus
- 1909, 13. Mai, Kurt Gruber, kommunistischer Widerstandskämpfer
- 1909, 27. September, Jean Berger, Pianist, Komponist und Musikerzieher
- 1909, 23. November, Hans Rüther, Agrarwissenschaftler, Hochschullehrer und Politiker in der DDR
- 1910, 1. Mai, Hanns-Joachim Riedel, Ingenieur, Pionier auf dem Gebiet der Steinkohleverstromung
- 1912, 20. Juli, Heinz Kohlhaas, Boxer
- 1913, 1. Januar, Karl Stein, Mathematiker
- 1913, 18. August, Otto van Volxem, Weingutbesitzer und Politiker
- 1919, 4. April, Harro Heim, Bibliothekar
- 1920, 18. Juni, Karl Bartmann, Facharzt für Laboratoriumsmedizin
- 1920, 11. November, Helga Zülch, deutsche Theater- und Filmschauspielerin
- 1921, 29. August, Hanns Theis, Volkswirt und Politiker
- 1921, 7. November, Günther Josten, Oberst der Luftwaffe
- 1922, Ilse Hirsch, Hauptgruppenführerin des Bundes Deutscher Mädel (BDM)
- 1922, 25. Januar, Karlhermann Bergner, Schriftsteller und Übersetzer
- 1922, 1. Februar, Lore Steubing, Botanikerin und Universitätsprofessorin
- 1923, 7. Februar, Gertrude Sartory, römisch-katholische Theologin, Journalistin und Schriftstellerin
- 1923, 16. März, Heinz Wallberg, Dirigent, im heutigen Stadtteil Herringen
- 1924, 7. April, Ilse Bintig, Schriftstellerin
- 1924, 3. November, Karl-Heinrich Heitfeld, Ingenieur- und Hydrogeologe
- 1925, 14. April, Hans Hilbk, Pädagoge und Heimatforscher, Träger der Verdienstmedaille der Stadt Gütersloh
- 1925, 17. Mai, Gerhard Schmidtchen, Professor für Sozialpsychologie und Soziologie

### 1926–1950
- 1926, 21. Februar, Karl Otto Conrady, † 1. Juli 2020, Literaturwissenschaftler, Herausgeber, Lyriker (Der Neue Conrady. Das große deutsche Gedichtbuch)
- 1926, 20. Juni, Beate Schmeichel-Falkenberg, geborene Hartung, 17. September 2017 in Belsen, Lehrerin, Moderatorin und Autorin
- 1926, 17. November, Hubert Roer, † 17. November 2002 in Wachtberg-Villiprott, Biologe, Entomologe, Fledermausforscher und Naturschützer
- 1927, 15. März, Hanns Joachim Friedrichs, † 28. März 1995 in Hamburg, Fernsehjournalist und Moderator (Tagesthemen)
- 1927, 14. Juli, Fritz Harkort, † 3. Februar 1972 in Göttingen, Volkskundler und Erzählforscher
- 1927, 18. August, Marian Heitger, † 7. April 2012 in Wien, Erziehungswissenschaftler
- 1927, 17. Oktober, Friedrich Hirzebruch, † 27. Mai 2012 in Bonn, Mathematiker, Gründer und erster Direktor des Max-Planck-Instituts für Mathematik in Bonn
- 1928, 14. November, Werner Giers, † 8. April 2016 in Gräfelfing, Journalist
- 1929, 5. September, Bruno Kresing, † 23. August 2020 in Salzkotten, römisch-katholischer Geistlicher und Generalvikar sowie Domkapitular im Erzbistum Paderborn
- 1930, 9. März, Almuth Lütkenhaus, † November 1996 in Hamilton (Ontario), bildende Künstlerin
- 1930, 13. Juli, Günter Rinsche, † 3. Juli 2019, Volkswirt und Politiker (CDU)
- 1930, 16. August, Manfred Schulte, † 19. September 1998 in Hameln, Politiker (SPD), MdB
- 1930, 2. Dezember, Paul Schmitz-Moormann, Pathologe und Hochschullehrer
- 1931, 10. Januar, Ilse Strambowski, Schauspielerin
- 1931, 24. August, Heinz Ungureit, † 3. Mai 2025, Medienjournalist
- 1932, Rolf Brand, Aikido-Lehrer
- 1932, 17. März, Wolfgang Dähne, † 28. September 2010, Chemiker und Werksleiter
- 1934, 11. Mai, Harry Garstecki, † 7. Dezember 2017 in Bielefeld, Fußballspieler
- 1934, 26. Juli, Walter A. Koch, Anglist, Sprachwissenschaftler und Hochschullehrer
- 1935, 14. Januar, Werner Adam, † 9. April 2009 in Frankfurt am Main, Journalist und Germanist
- 1936, 2. November, Ludger Hallermann, † 6. März 2019, Geodät und Professor für Ingenieurgeodäsie an der Universität Bonn
- 1937, 3. März, Manfred Hemmer, Politiker und MdL Nordrhein-Westfalens
- 1937, 3. Oktober, Peter Hertel, Journalist und Buchautor
- 1938, 10. Oktober, Friedrich Wilhelm Timpe, Schauspieler, Hörspielsprecher und Rezitator
- 1939, 6. Januar, Heinz Holtmann, † 4. Februar 2023 in Köln, Kunsthistoriker und Galerist
- 1940, 26. Mai, Ewald Wichert, Boxer
- 1940, 26. Dezember, Ludger Edelkötter, † 24. Mai 2022, Komponist und Verleger
- 1941, 21. Oktober, Gerhard Schmitt-Thiel, † 23. März 2024 in München, Moderator, Autor und Journalist
- 1942, 24. Juni, Brita Schmitz-Hübsch, Diplom-Volkswirtin und Politikerin (CDU), Mitglied des Landtags von Schleswig-Holstein
- 1942, 21. Dezember, Manfred Such, Politiker
- 1942, 26. Dezember Rudolf Purps, Politiker, Bundestagsabgeordneter für die SPD von 1980 bis 1998
- 1943, 17. Februar, Ulrich Brocker, Verwaltungsjurist und -funktionär, seit 2008 Hauptgeschäftsführer des Arbeitgeberverbandes Gesamtmetall
- 1943, 19. April, Wilhelm Riebniger, † 23. April 2018, Politiker (CDU) und Landrat des Kreises Soest
- 1944, 14. Mai, Karl-Heinz Grewe, † September 2009 in Berlin, Hörspiel- und Synchronsprecher, Schauspieler, Regisseur und Lyriker
- 1944, 21. Juni, Paul Sahner, † 7. Juni 2015 in Marquartstein, Journalist und Autor
- 1946, 20. März, Klaus Ackermann, Fußballspieler
- 1946, 10. Dezember, Werner Brinkmann, Alleinvorstand der Stiftung Warentest zwischen 1995 und Ende 2011
- 1946, 22. Dezember, Wolfgang Kessler, Historiker
- 1947, 28. März, Wolfgang Lamché, Bildhauer
- 1947, 17. August, Michael Bamberg, Mediziner, Radioonkologe und Strahlentherapeut, Hochschullehrer
- 1948, 17. März, Rainer Holtschneider, Jurist und Staatssekretär
- 1948, 22. März, Bernard Dietz, genannt „Ennatz“, Fußballspieler, im heutigen Stadtteil Bockum-Hövel
- 1948, 20. April, Heinrich Bonnenberg, Physiker und Ingenieur, Treuhandmanager
- 1949, Hans Bernhard Beus, Jurist und Politiker
- 1949, Dietmar Holland, Musikwissenschaftler und -kritiker, Journalist, Autor und Herausgeber

### 1951–1975
- 1951, 17. April, Horst Hrubesch, Fußballspieler und -trainer
- 1951, 27. Mai, Ulrich Schödlbauer, Schriftsteller, Literaturwissenschaftler und Essayist
- 1951, 13. Februar, Karlheinz Langanke, Kernphysiker
- 1953, 23. März, Josef Kaczor, genannt „Jupp“, Fußballspieler
- 1953, 20. Oktober, Wolfgang Becker, Wirtschaftswissenschaftler und Hochschullehrer
- 1953, 24. Dezember, Thomas Maria Weber, im Ortsteil Bockum-Hövel geborener Klassischer Archäologe
- 1954, 6. Januar, Ulrich van Suntum, Volkswirt
- 1954, 9. Januar, Brigitte Kraemer, Fotokünstlerin
- 1954, 28. Juni, Jutta Weber, Schwimmerin
- 1954, 7. September, W. K. Giesa, Fantasy-Schriftsteller
- 1955, 31. Dezember, Mike Bruce, deutsch-kanadischer Eishockeyspieler
- 1956, 7. Januar, Leonard Lansink, Schauspieler (Wilsberg)
- 1956, 11. Januar, Heiko Heßenkemper, Politiker (AfD)
- 1956, Martin Schmitz, Verleger und Dozent
- 1957, 24. Januar, Klaus Fiehe, Musiker und Hörfunkmoderator
- 1957, 26. März, Rainer Helmig, Professor
- 1957, 13. Juli, Renate Wolf, Handballspielerin und Handballtrainerin
- 1957, 26. August, Hermann-Josef Blanke, † 9. Januar 2023, Rechtswissenschaftler
- 1957, 19. September, Norbert Tschirpke, Maler und Kunsttheoretiker
- 1958, 15. Januar, Georg Scholz, † 14. Oktober 2022, Politiker
- 1958, 17. April, Ralf Wosik, Tischtennisspieler
- 1958, 15. Oktober, Meinolf Vielberg, Altphilologe
- 1959, 29. September, Hermann Hummels, Fußballspieler und -trainer, Spielerberater, Vater von Nationalspieler Mats Hummels
- 1960, 5. Februar, Christian Nienhaus, Medienmanager
- 1960, 7. Februar, Klaus J. Behrendt, Schauspieler (Tatort-Kommissar ‚Max Ballauf‘)
- 1960, 13. Juni, Christoph Oertel, Filmkomponist und Sounddesigner
- 1960, 1. September, Joachim Masannek, Autor und Regisseur von Die Wilden Kerle
- 1960, 13. Dezember, Ursula Neugebauer, Künstlerin
- 1961, Martin Baucks, Autor, Regisseur, Dramaturg und Schauspieler
- 1961, Kirsten Kaiser, Künstlerin
- 1961, Thorsten Sadowsky, Kunsthistoriker
- 1961, Andreas Siekmann, Künstler
- 1962, Peter Kapern, Hörfunkjournalist
- 1962, 18. Januar, Georg Langenhorst, römisch-katholischer Theologe
- 1963, 23. Juni, Dirk Kipper, deutscher Offizier, Brigadegeneral der Bundeswehr
- 1963, 21. Februar, Rolf Lohmann, römisch-katholischer Geistlicher, Weihbischof in Münster
- 1963, 29. Juli, Burkhard Voß, Psychiater und Autor
- 1964, 29. März, Andreas Obering (Der OBeL), Schauspieler (Das Wunder von Bern), Comedian, Bezirksbürgermeister von Rhynern
- 1964, 16. Juni, Michael Lusch, Fußballspieler
- 1965, 1. Dezember, Till Hoheneder (Till), früher Till & Obel, Comedian und Musiker
- 1966, Bene Aperdannier, Jazzmusiker und Hochschullehrer
- 1966, Fons Matthias Hickmann, Grafikdesigner, Typograf und Professor
- 1966, 2. Februar, Till Zech, Professor der Rechtswissenschaft
- 1967, 25. September, Ute Hohoff, Juristin, Richterin am Bundesgerichtshof
- 1968, 2. März, Martin Sasse, Jazzmusiker
- 1968, 22. April, Marion Gay, Kritikerin und Schriftstellerin
- 1968, 4. Oktober, Bernd Hagenkord, † 26. Juli 2021 in München, Ordensgeistlicher und Journalist
- 1969, 3. März, Sabine Schulze Gronover, Pädagogin und Schriftstellerin
- 1969, 6. Oktober, Ogün Temizkanoğlu, türkischer Fußball(national)spieler
- 1970, 8. Juni, Christian Schulze, Altphilologe, Biologe und Medizinhistoriker
- 1972, Frank Kaminski, Musik- und Filmproduzent
- 1973, Marco Hasenkopf, Autor und Theaterproduzent
- 1973, 8. Oktober, Torben Wosik, Tischtennisspieler
- 1973, 7. Dezember, Tina Oelker, Künstlerin
- 1974, 19. Februar, Maik Timmermann, Musiker
- 1975, 27. Februar, Serdar Thenk Yildiz, Entertainer und Promoter spielte für TUS Germania Hamm
- 1975, 11. Juni, Holger Haase, Filmregisseur
- 1975, 22. Juni, Oğuzhan Çelik, Hörfunkmoderator und Journalist
- 1975, 3. September, Christian Vinck, Tennisspieler

### 1976–2000
- 1976, Katrin Wisniewski, Germanistin
- 1976, 8. April, Sofia Schulte, Weitspringerin
- 1977, 24. Februar, Hans Blomberg, Radiomoderator
- 1977, 25. September, Tillmann Schnieders, Schauspieler und Musicaldarsteller
- 1978, 15. Februar, Sarah Maria Sun, Sängerin (Sopran)
- 1978, 24. März, Nico Rose, Professor für Wirtschaftspsychologie und Sachbuchautor
- 1978, 5. Juli, İsmail YK, türkischer Popsänger
- 1978, 1. November, Selma Ergeç, deutsch-türkisches Fotomodell und Schauspielerin
- 1979, 8. Januar, Birte Hanusrichter, Schauspielerin
- 1979, 6. März, Robert Stein, Unternehmer und Politiker (CDU)
- 1979, 4. Mai, Christoph Wenzel, Schriftsteller
- 1979, 31. Juli, Mirjana Bogojevic, Fotomodell und Schönheitskönigin
- 1981, Jeronimo Voss, Installationskünstler und Dozent
- 1981, 12. April, Tobi Katze, Autor und Slampoet
- 1981, 27. April, Barbara Hans, Online-Journalistin
- 1982, 19. Oktober, Julia Höller, Politikerin (Bündnis 90/Die Grünen)
- 1983, 24. August, Tim Gorschlüter, Fußballspieler
- 1983, 5. November, Mike Hanke, Fußballnationalspieler
- 1983, 27. Dezember, Henrike Richters, Schauspielerin
- 1986, 26. August, Jonas Ems, Kanute
- 1987, 16. März, Kevin Gerwin, Radiomoderator, Stadionsprecher und Komiker
- 1987, 8. Juni, Sascha Krolzig, Neonazi und Aktivist der Freien Kameradschaftsszene
- 1987, 9. Juni, Florian Walter, Jazz- und Improvisationsmusiker
- 1988, 13. Juni, Osman Köse, Fußballspieler
- 1989, 18. Juni, Jonas Acquistapace, Fußballspieler
- 1990, 20. Januar, Johannes Focher, Fußballspieler
- 1990, 26. August, Bahattin Köse, deutsch-türkischer Fußballspieler
- 1991, 20. Januar, Rouven Meschede, Fußballspieler
- 1991, 7. Oktober, Kevin Mirocha, deutsch-polnischer Rennfahrer
- 1992, 15. Februar, Bertul Kocabaş, deutsch-türkischer Fußballspieler
- 1992, 19. Februar, Sarah Süß, Politikerin (SPD), Bürgermeisterin der Gemeinde Steinhagen
- 1995, 17. Januar, Fabian Holthaus, Fußballspieler
- 1996, 1. Mai, Frederik Raabe, Frontmann & Sänger der Giant Rooks
- 1996, 21. November, Gina Lückenkemper, Leichtathletin
- 1998, 22. Mai, Dženis Burnić, Fußballspieler
- 1999, 4. Januar, Niklas Beste, Fußballspieler

### Ab 2001
- 2001, 22. Januar, Sjoeke Nüsken, Fußballspielerin
- 2001, 2. August, Lucas Grabitz, Handballspieler
- 2001, 24. November, Nele Wenzel, Handballspielerin
- 2003, 17. Mai, Koray Dağ, Fußballspieler
- 2004, 28. Oktober, Mats Pannewig, Fußballspieler

## Menschen, die mit Hamm verbunden sind
Mit Hamm in enger Verbindung stehen unter anderem (Auflistung chronologisch nach Geburtsdatum):

### 1226–1700
- Familie Brechte, stellte mehrere Bürgermeister und andere Beamte und leistete soziale Stiftungen
- Edelherren von Rüdenberg, langjährige Lehnsnehmer von Dorf und Burg Mark
- Galen (Adelsgeschlecht), waren die Burgmannen der Grafen von der Mark
- Grafen von Werl, ursprüngliche Beherrscher der Region
- Grafen von Hövel, Begründer der Grafschaft Hövel
- Grafen von der Mark. Sie gründeten die Stadt und beherrschten die Grafschaft Mark und damit auch Hamm
- Recke (Adelsgeschlecht). Zu ihren Stammsitzen gehörte über 300 Jahre lang das Schloss Heessen
- Torck, Adelsfamilie, lange ansässig auf Haus Nordherringen
- Vollenspit, zum Ritterstand gehörendes westfälisches Adelsgeschlecht, Burgmannen der Grafen von der Mark und Lehnsnehmer auf Haus Nordherringen
- 15. Jahrhundert, Christina von Hamm, Mystikerin und Selige der römisch-katholischen Kirche. Sie trug angeblich die Wundmale Christi.
- 1519, Hermann von Kerssenbrock, Rektor der Lateinschule zu Hamm
- 1571/72, Otto Gereon von Gutmann zu Sobernheim, Weihbischof in Köln; war Archidiakon in Hamm.
- 1572, Heinrich Gutberleth, Pädagoge; war verheiratet mit der Tochter des Hammer Senators Laurentius Custor.
- 1601, 20. Oktober, Otto Heinrich von Callenberg, Politiker und Offizier; kommandierte die Festung Hamm.
- 17. Jahrhundert, Adrian van der Düssen, Erbauer von Haus Düsse; floh von Rotterdam nach Hamm.

### 1701–1800
- 1716, 6. Juli, Karl Friedrich von Wolffersdorff, General Friedrichs des Großen. Hatte das Kommando über die Stadt.
- 1725, 1. Juni, Johann Philipp Lorenz Withof, Professor für Geschichte, Beredsamkeit und Moral. Unterrichtete an der Hohen Schule von Hamm und schrieb eine Geschichte dieser Institution.
- 1729, 31. Juli: Jakob von Bernuth, preußischer Kriegs- und Domänensteuerrat.
- 1730, Anschel Hertz, Vorsteher der klevisch-märkischen Judenschaft.
- 1731, 16. Oktober, Johann Rulemann Ludwig Eylert, Theologe am Akademischen Gymnasium zu Hamm.
- 1747, 17. September, Werner Friedrich Abraham von Arnim, Geheimer Kriegs- und Domänenrat.
- 1757, 25. Oktober, Heinrich Friedrich Karl vom und zum Stein, preußischer Staatsmann und Reformer. Leiter der Märkischen Kriegs- und Domänenkammer. Namensgeber des Freiherr-vom-Stein-Gymnasiums.
- 1760, 8. April, Gerhard Bernhard van Haar, Großvater von Friedrich Engels. Lebte in Hamm.
- 1761, Friedrich Wilhelm Ziegler, Schauspieler und Dramatiker. Wurde 1778 Schauspieler in Hamm.
- 1764, 1. Mai, * Wilhelm David Fuhrmann, Geistlicher und Schriftsteller, war reformierter Stadtprediger von Hamm
- 1767, 13. Juli, Friedrich Adolf Krummacher, reformierter Theologe. War Konrektor am Gymnasium Hammonense.
- 1768, 6. Oktober, Friedrich von Ribbentrop, Wirklicher Geheimer Rat, Verwaltungsjurist, einflussreicher Militär und Reformer der preußischen Militärverwaltung, Generalintendant der preußischen Armee während der Befreiungskriege 1815 und ab 1835 Chefpräsident der königlich preußischen Ober-Rechnungskammer in Potsdam, Dr. iur. und Dr. phil. h. c. War Kammer- und Domänenrat in Hamm. Mitbegründer der Freimaurerloge von Hamm.
- 1770, 3. September, Johann Heinrich Karl Hengstenberg, Kirchenliederdichter. War Gymnasialdirektor in Hamm.
- 1774, 23. Dezember, Ludwig von Vincke, preußischer Reformer. War Präsident der Kammern von Münster und Hamm.
- 1777, 12. April, Jakob von der Kuhlen, evangelischer Theologe. War Präses der Märkischen Gesamtsynode.
- 1781, 26. August, Johann Christian Josef Abs, Pädagoge. Legte im Franziskanerkloster Hamm das Mönchsgelübde ab.
- 1782, 6. Januar, Elias Spanier, jüdischer Kaufmann, spendete zusammen mit anderen das Grundstück, auf dem die Synagoge Hamm errichtet wurde
- 1784, Nathan Spanier, jüdischer Kaufmann
- 1784, 2. Mai, Alexander Haindorf, Mediziner, jüdischer Reformer, Psychologe, Universitätsdozent, Publizist, Kunstsammler und Mitgründer des Westfälischen Kunstvereins. Lebte und wirkte in Hamm.
- 1785, 21. September, Christian Adolf Wilhelm Pilgrim, preußischer Beamter und Landrat. Arbeitete als Gerichtsreferendar in Hamm.
- 1786, 6. Februar, Israel Gerson, jüdischer Kaufmann, spendete zusammen mit anderen das Grundstück, auf dem die Synagoge Hamm errichtet wurde.
- 1789, 13. Mai, Bernhardine von Wintgen. Lebte auf Haus Ermelinghof. War schriftstellerisch tätig, stand in Kontakt zu Annette von Droste-Hülshoff.
- 1789, 15. Dezember, Seligmann Bacharach, jüdischer Kaufmann und Stadtverordneter, spendete zusammen mit anderen das Grundstück, auf dem die Synagoge Hamm errichtet wurde.
- 1797, 13. April, Wilhelm Rintelen, preußischer Jurist und Politiker. Verbrachte seine Assessorzeit in Hamm.
- 1798, 23. Mai, Adolf Tellkampf, Pädagoge. Lehrte Mathematik am Gymnasium in Hamm.
- 1798, 3. November, Johannes Franz August von Devivere, Kommunalpolitiker und Landrat. Arbeitete im Bürgermeisteramt der Stadt.
- 1799, 10. August, Friedrich Wilhelm Brökelmann, Unternehmer. War an mehreren bedeutenden Industrieunternehmen in Hamm beteiligt.
- 1800, 16. Dezember, Carl von Bodelschwingh, Politiker, preußischer Finanzminister

### 1801–1900
- 1801, 19. Juni, Josef Cosack, Unternehmer und Industriepionier. War unter anderem Gründer und ab 1865 Alleininhaber der Eisenwerke Cosack & Co.
- 1804, 23. April, Ferdinand Anderson, Jurist und abgeordneter der Nationalversammlung. War Oberlandesgerichtsassessor in Hamm.
- 1808, 15. Oktober, Ernst Kapp, Pädagoge, Geograph und Philosoph. War Gymnasiallehrer in Hamm.
- 1824, 22. April, Gustav Natorp, Funktionär im Ruhrbergbau. Legte sein Abitur in Hamm ab, wo sein Onkel Oberlandesgerichtspräsident war.
- 1827, 10. August, Adalbert Falk, preußischer Kultusminister. Präsident des Oberlandesgerichts Hamm.
- 1830, 12. April, Ernst von Bodelschwingh, Landrat des Kreises Hamm.
- 1837, 27. Oktober, Friedrich August Alexander Eversmann, preußischer Technologe, Bergbeamter und Publizist. War Kriegs- und Steuerrat bei der Kriegs- und Domänenkammer in Hamm.
- 1839, 6. November, Julius Lenhartz, Architekt und Bauunternehmer. Erbaute die Synagoge Hamm von 1868.
- 1857, 26. Dezember, Alfred Bozi, Jurist, geistiger Vater der Resozialisierung Straffälliger. War am Oberlandesgericht Hamm beschäftigt.
- 1879, 22. April, Otto Krafft, Bauingenieur. bewerkstelligte die Ahseverlegung und schuf die Ringanlagen.
- 1866, 8. Februar, Friedrich Kapp, Direktor des Hammer Gymnasiums
- 1866, 5. August, Stephan von Spee, Jurist und Landrat, Richter am Oberlandesgericht Hamm
- 1872, 28. November, Arnold Freymuth, Jurist. War Oberlandesgerichtsrat in Hamm.
- 1875, 16. Februar, Nikolaus Osterroth, sozialdemokratischer Abgeordneter der Nationalversammlung von 1919. War Vorsitzender des Arbeiter- und Soldatenrates in Hamm.
- 1877, 7. Februar, Julius Curtius, Jurist. Arbeitete in Hamm.
- 1877, 23. November, Franz Bracht, Jurist. War für das Oberlandesgericht Hamm tätig.
- 1881, 29. August, Alfred Fischer, Architekt. Konstruierte die Schachtanlage der Zeche Sachsen und weitere Gebäude auf dem Zechengelände.
- 1882, 13. Mai, Leopold Fleischhacker, Bildhauer jüdischen Glaubens, schuf den Nagelgrafen und weitere Kunstwerke, die in Hamm teils noch heute präsent sind.
- 1883, 1. Januar, Ernst Hermsen, Jurist. Senatspräsident des Sondergerichts Hamm.
- 1886, 16. Januar, Theodor Suhnel, Architekt. Konstruierte eine Siedlung für die Westfälische Drahtindustrie.
- 1886, 2. April, Bruno Karl August Jung, Jurist und Politiker. Absolvierte sein Referendariat in Hamm.
- 1886, 11. Februar, Ferdinand Poggel, Politiker. Gewerkschafter und späterer Oberbürgermeister von Hamm.
- 1889, 3. Juni, Wilhelm Weber, von 1939 bis 1963 Pfarrer der St. Pankratius-Gemeinde Bockum-Hövel, war von 1943 bis 1945 wegen „staatsabträglichen Verhaltens“ in Münster und im KZ Dachau inhaftiert.
- 1892, 14. Mai, Ernst Wilhelm Baader, Arzt und Arbeitsmediziner
- 1892, 3. September, Adolf von Hatzfeld, Schriftsteller. Wuchs in Hamm auf.
- 1894, 15. Oktober, Albert Albin Funk, Politiker. War bis 1930 Betriebsratsvorsitzender auf der Zeche Heinrich-Robert in Hamm.
- 1894, Hans Ballhausen, Pädagoge, Verlagsrektor und Herausgeber. War Rektor in Hamm.
- 1898, 28. August, Wilhelm Deist, Landrat und KAB-Sekretär. Lebte und arbeitete in Bockum-Hövel.
- 1898, 31. Oktober, Max Reimann, Politiker. Betrieb in Hamm Gewerkschaftsarbeit und wurde später hier inhaftiert.
- 1898, 29. November, Andreas Schillack, Kommunalpolitiker und Mitglied der Gruppe um Franz Zielasko
- 1900, 28. Mai, Harry Haffner, Jurist und Nationalsozialist. War Vertreter des Generalstaatsanwaltes in Hamm.

### 1901–1950
- 1901, 19. Februar, Eugen Wolff, Musiker und Leiter eines Tanzorchesters
- 1903, 3. Oktober, Paul Putzig, Politiker; Ratsmitglied der Gemeinde Heessen
- 1904, 1. März, Paul Rintelen, Agrarökonom; besuchte das Gymnasium in Hamm
- 1906, 5. Januar, Aldfried Richter, geboren in Essen, Jurist, unter anderem Oberregierungsrat und Stadtrat in Hamm, später Bürgermeister in Koblenz[1]
- 1907, 3. August, Irmgart Wessel-Zumloh, Malerin und Grafikerin. Ihre erste große Ausstellung fand im Gustav-Lübcke-Museum statt.
- 1907, 16. Oktober, Bernhard Ketzlick, Jugendseelsorger und Vikar in Hamm, Widersacher der Nationalsozialisten; in Hamm von der Gestapo verhaftet und ins KZ Dachau eingeliefert
- 1908, 19. Juni, Alfred Gleisner, Politiker; Amtsdirektor des Amtes Pelkum im Kreis Hamm
- 1908, 26. Juni, Fritz Kaßmann, Jurist und Politiker; an verschiedenen Hammer Gerichten und für die Industrie-Baugesellschaft tätig
- 1908, 26. Dezember, Walter Steffens, Kunstturner und Olympiasieger; Sportlehrer am Gymnasium Hamm.
- 1909, 20. Januar, Heinrich Voß, Politiker; leitete das evangelische Kinderheim Friedrich-Wilhelm-Stift in Hamm.
- 1912, 10. Februar. Dietrich Reinicke, Jurist; Richter am Oberlandesgericht Hamm
- 1913, 21. August, Werner Speckmann, Schachkomponist und Jurist; Richter in Zivilsachen am Oberlandesgericht Hamm
- 1914, 29. April, Hans Kaiser, informeller Künstler; vermachte seinen bildnerischen Nachlass dem Gustav-Lübcke-Museum
- 1918, 30. Dezember, Herbert Weltrich, Jurist; Oberlandesgerichtsrat beim Oberlandesgericht Hamm
- 1920, 15. März, Friedrich Wilhelm Jerrentrup; u. a. Rechtsanwalt und Notar sowie Heimatforscher in Hamm.
- 1920, 9. August, Hans Brox, Zivilrechtswissenschaftler; am Oberlandesgericht Hamm tätig
- 1922, 25. Januar, Karlhermann Bergner, Schriftsteller und Übersetzer
- 1923, 13. November, Ilse Schidlof, jüdische Emigrantin aus Österreich, lebte von 1958 bis 2008 in Hamm
- 1923, 20. Juni, Johannes Wessels, Professor für Strafrecht; in verschiedenen Funktionen am Oberlandesgericht Hamm tätig
- 1924, 28. August, Erich Lütkenhaus, Künstler und Kunstlehrer in Hamm, Träger des Bundesverdienstkreuzes am Bande
- 1926, 9. Mai, Jo Micovich, Schriftstellerin, Lyrikerin, Hörspielautorin und Puppenspielerin. Mehrere ihrer Stücke wurden in Hamm uraufgeführt.
- 1928, 2. September, Peter Gabriel, Jugendbuchautor; Rektor der Talschule, einer Grundschule in Hamm
- 1931, 19. Juli, Heinz Assmann, Bergmann; Ratsmitglied und Gewerkschaftsführer
- 1933, 29. Oktober, Alfred Penkert, Pädagoge, Regionalhistoriker und Sachbuchautor
- 1935, 12. Januar, Horst Luthin, Jurist; Vorsitzender Richter am Oberlandesgericht Hamm
- 1935, 12. März, Manfred Werp, Jurist; Richter am Oberlandesgericht Hamm
- 1938, 19. Januar, Hartwig Henze, Jurist und Richter am Bundesgerichtshof; Vorsitzender Richter am Oberlandesgericht Hamm
- 1938, 15. Dezember, Peter Schwerdtner, Jurist; Richter am Oberlandesgericht Hamm
- 1939, 5. Dezember, Uwe Hüffer, Jurist; Richter am Oberlandesgericht Hamm
- 1940, 17. Juli, Otmar Alt, Maler, Grafiker, Designer und Bildhauer; schuf mehrere Kunstwerke in Hamm (Schiff Ekke Neppeken, Fassade der Stadtbücherei, Otmar-Alt-Säulen, Brunnen auf dem Vorplatz der Pauluskirche); Gründer der Otmar-Alt-Stiftung
- 1940, 13. Oktober, Dirk Ippen, Zeitungsverleger; Eigentümer und Herausgeber des Westfälischen Anzeigers
- 1944, 23. Januar, Gerd Nobbe, Richter am Bundesgerichtshof; Richter am Oberlandesgericht Hamm
- 1944, 18. Mai, Rolf Schönstedt, Kirchenmusiker, Professor und Hochschulrektor; auf Kirchenmusikerstellen in Hamm tätig und Gründer des internationalen Max-Reger-Festes in Hamm.
- 1946, 22. September, Dieter Wiefelspütz, Politiker; gehört dem Vorstand des SPD-Unterbezirks Hamm an
- 1946, 28. Oktober, Franz Josef Düwell, Richter am Bundesarbeitsgericht; Vorsitzender Richter am Landesarbeitsgericht Hamm
- 1947, Joshard Daus, Chorleiter und Dirigent; 20 Jahre lang Städtischer Musikdirektor und auch Leiter der Musikschule
- 1947, 29. September, Jörg van Essen, Politiker; war Oberstaatsanwalt bei der Generalstaatsanwaltschaft Hamm. Er ist Vorsitzender des FDP-Bezirksverbandes Westfalen-Süd und gehört außerdem dem FDP-Bundesvorstand an. Zudem ist er Mitglied des Bundestages.
- 1948, Helmut Ranze, Box-Bundestrainer und -funktionär; lernte beim Boxring Hamm das Boxen
- 1948, 15. Februar, Laurenz Meyer, Politiker; gehörte dem Rat der Stadt Hamm an
- 1949, 13. Juli, Rolf Kniffka, Richter am Bundesgerichtshof; Richter am Oberlandesgericht Hamm
- 1950, 20. September, Detlev Peukert, Historiker, Leiter der Forschungsstelle zur Geschichte des Nationalsozialismus; wuchs in Herringen, einer damals eigenständigen Gemeinde und heutigem Stadtteil von Hamm, auf

### Ab 1951
- 1951, Horst Rellecke, Künstler; Erbauer des Glaselefanten im Maximilianpark
- 1953, 25. September, Manfred Billinger, Künstler; lebte ab 1982 in Hamm
- 1956, 3. November, Hubert Hüppe, Politiker; u. a. Landesvorstand der Jungen Union in Nordrhein-Westfalen
- 1956, Martin Schmitz, Verleger und Dozent
- 1958, 25. Februar, Peter Wolfgang Gaidzik, Jurist und Arzt (Medizinrechtler); für die Rechtsanwaltskammer Hamm tätig
- 1958, 7. April, Gordon Brown, Bildhauer; lebte 1997 bis 2017 in Hamm
- 1961, 17. Mai, Gisela Kinzel, Leichtathletin; aktiv beim SC Eintracht Hamm
- 1961, 4. März, Thomas Pfeiffer, Jurist; war Richter am Oberlandesgericht Hamm
- 1963, Klaus Zeppenfeld, Präsident der Hochschule Hamm-Lippstadt
- 1963, 19. Juli, Jiří Kovařík, Eishockeyspieler der Hammer Eisbären (1992–1996) und der Hammer Huskies (1999–2000)
- 1964, 24. April, Helga Arendt, Leichtathletin; aktiv beim SC Eintracht Hamm
- 1964, 23. September, Josefa Idem, Olympiasiegerin im Kanu, Kanu-Weltmeisterin und Ministerin für Sport, Jugend und Gleichberechtigung der Regierung Letta in Italien; wuchs in Hamm auf
- 1964, 7. November, Rachid Belarbi, Fußballspieler; in der Jugend beim SC Westtünnen und der Hammer SpVg
- 1964, 4. Dezember, Uwe Kröger, Musicaldarsteller; ist in Hamm aufgewachsen
- 1965, 14. April, Mechthild Kluth, Leichtathletin; aktiv beim SC Eintracht Hamm
- 1966, 12. August, Heinz Wöstmann, Richter am Bundesgerichtshof; zunächst Richter am Oberlandesgericht Hamm
- 1966, Bettina Böhm, Juristin; absolvierte ihr Referendariat am Oberlandesgericht Hamm
- 1967, 8. Februar, Matthias Baranowski, Fußballspieler; in der Jugend bei der Hammer SpVg
- 1967, 21. Februar, Silke-Beate Knoll, Leichtathletin und Olympiateilnehmerin; aktiv beim SC Eintracht Hamm
- 1968, 21. Oktober, Kerstin Andreae, Politikerin; arbeitete in Hamm
- 1969, 1. Februar, Victor Smolski, belarussischer Musiker; lebt in Hamm
- 1969, 5. April, Stefan Romberg, Arzt und Politiker; praktizierte als Arzt an Hammer Kliniken
- 1970, 1. Januar, Uwe Grauer, Fußballspieler und -trainer; in der Jugend bei der Hammer SpVg und zwischen 2005 und 2008 Spielertrainer beim SV Westfalia Rhynern in Hamm
- 1976, 28. Januar, Michael Bemben, deutsch-polnischer Fußballspieler; spielte für die Hammer SpVg
- 1980, 11. April, Siggi Kautz, Schauspieler und Musiker; wuchs u. a. in Hamm auf
- 1983, 5. Juli, Anne Müller, Handballspielerin; in der Jugend beim ASV Hamm
- 1996, 6. Oktober, Aaron Grosser, Radrennfahrer
- 1996, Fred Rabe, deutscher Sänger (Giant Rooks), Gitarrist und Perkussionist